# Czuwajka Wałbrzyska
Czuwajka Wałbrzyska – pierwsze harcerskie pismo w języku polskim wydawane po II wojnie światowej na Dolnym Śląsku.
Po raz pierwszy ukazało się 8 września 1946 roku. W skład zespołu redakcyjnego weszli: Leszek Juniszewski, Jerzy Jaworski i Mieczysław Pawlusiński, a oprawą graficzną zajął się Witold "Mamut" Łożykowski.
Czuwajka powielana była na powielaczu należącym do uzdrowiska w Szczawnie-Zdroju.
Wyszło 17 numerów gazety, która następnie połączyła się z redakcją Pod Lilii Znakiem i przekształciła się w pismo dolnośląskie – Czuwajkę Dolnośląską.